# Мурат Улкер
Мурат Улкер (тур. Murat Ülker, нар. 1959, Стамбул) — турецький бізнесмен-мільярдер кримськотатарського походження, директор Yıldız Holding, найбільшої харчової компанії Центральної та Східної Європи, Близького Сходу та Африки. У 2018 році Юлкер був названий найбагатшим бізнесменом Туреччини зі статками в $4,8 млрд. 

## Життєпис
Мурат Улкер народився 21 березня 1959 року в Стамбулі. Закінчив Босфорський університет за фахом ділового адміністрування. У 1982 році він навчався за кордоном в Американському інституті випічки (AIB) та Zentralfachschule der Deutschen Süßwarenwirtschaft (ZDS) і стажувався в Continental Baking Company у США. Він також працював над різними проектами Міжнародного виконавчого службового корпусу.

## Кар'єра
У 1984 році Улкер став контрольним координаторм в компанії «Ülker», що входить до складу «Yıldız Holding». Протягом наступних років він обіймав посаду помічника генерального директора підприємства, а згодом — генерального директора.
У 2000 році Улкер став генеральним директором Yıldız Holding, а у 2008 році — головою. Під його управлінням Yıldız Holding розширив свою діяльність і здійснив кілька поглинань, включаючи GODIVA Chocolatier у 2008 році та United Biscuits у 2014 році.

## Благодійність
У 2009 році сім'я Улкерів створила Фонд Сабрі Улкер для того, щоб робити регулярні внески у сферу охорону здоров'я в галузь публічного харчування.
У 2014 році родина Улкерів вирішила вкласти в Гарвардський університет 24 мільйони доларів. [7] Фінансування, розподілене на 10 років, було надано на створення Центру досліджень поживності, генетичних та метаболічних досліджень для розробки лікування хронічних та складних захворювань, як от діабет та серцево-судинні захворювання.